# Carcharhinidae
Famille
Les Carcharhinidés (Carcharhinidae) forment une famille de requins appartenant à l'ordre des Carcharhiniformes.

## Description et caractéristiques

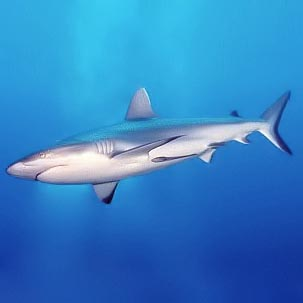
Requin gris de récif (Carcharhinus amblyrhynchos).

Carcharhinidae vient du grec karcharos, « coupant », et du grec, rhinos, « nez ».
Ce sont des requins carcharhiniformes caractéristiques, avec un corps fuselé et des nageoires triangulaires incurvées vers l'arrière. Ils sont de taille très variable, avec des yeux ronds, et dépourvus de fosses nasales, de barbilles ou de spiracles. Leurs dents sont monocuspides (mais souvent denticulées), et généralement tranchantes. Ils sont caractérisés par leurs 5 ouvertures branchiales, la dernière étant située au niveau de la base des nageoires pectorales.
Ils sont principalement de type vivipare placentaire (ou vivipare gestant), c'est-à-dire qu'ils possèdent un placenta vitellin comme celui des mammifères évolués.
Cette famille apparait au cours de l'Oligocène.

## Classification
Cette famille a été décrite pour la première fois en 1896 par le naturaliste américain David Starr Jordan (1851-1931) et l'ichtyologiste américain Barton Warren Evermann (1853-1932).
Cette famille comprend traditionnellement une douzaine de genres distincts, mais la famille est largement dominée par son genre type, Carcharhinus, qui comptabilise 31 espèces sur les 53 que comporte ce groupe.

### Liste des genres
Selon FishBase (6 janvier 2014) ITIS (6 janvier 2014) et World Register of Marine Species (6 janvier 2014) :
- genre Carcharhinus Blainville, 1816 -- 31 espèces
- genre Galeocerdo Müller & Henle, 1837 -- 1 espèce
- genre Glyphis Agassiz, 1843 -- 4 espèces
- genre Isogomphodon Gill, 1862 -- 1 espèce
- genre Lamiopsis Gill, 1862 -- 2 espèces
- genre Loxodon Müller & Henle, 1838 -- 1 espèce
- genre Nasolamia Compagno & Garrick, 1983 -- 1 espèce
- genre Negaprion Whitley, 1940 -- 2 espèces
- genre Prionace Cantor, 1849 -- 1 espèce
- genre Rhizoprionodon Whitley, 1929 -- 7 espèces
- genre Scoliodon Müller & Henle, 1837 -- 2 espèces
- genre Triaenodon Müller & Henle, 1837 -- 1 espèce

Paleobiology Database (13 mars 2019) y ajoute 6 genres éteints :
- genre † Alopiopsis
- genre † Aprionodon
- genre † Eogaleus
- genre † Hypoprion
- genre † Misrichthys
- genre † Physogaleus.

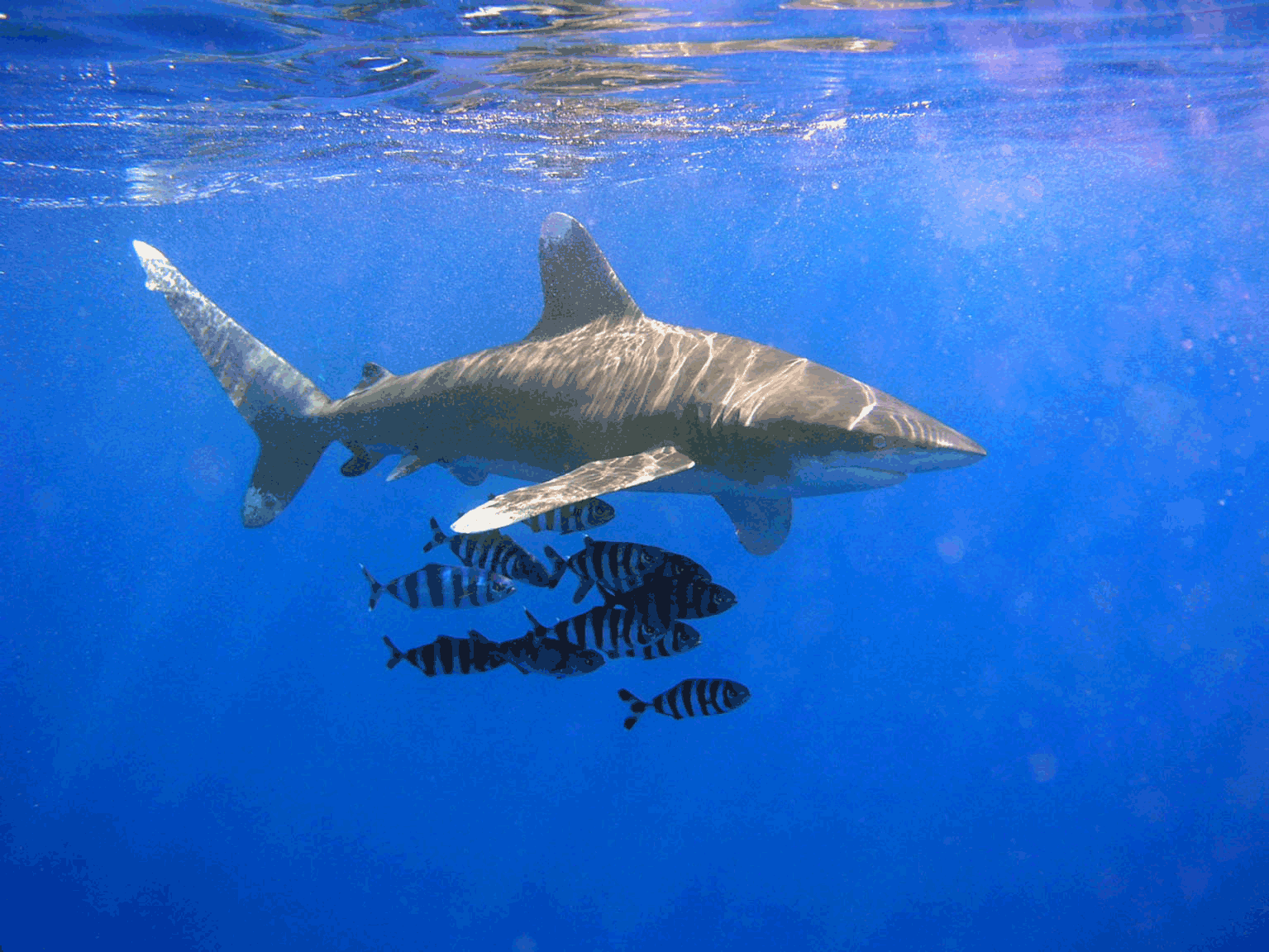
Carcharhinus longimanus
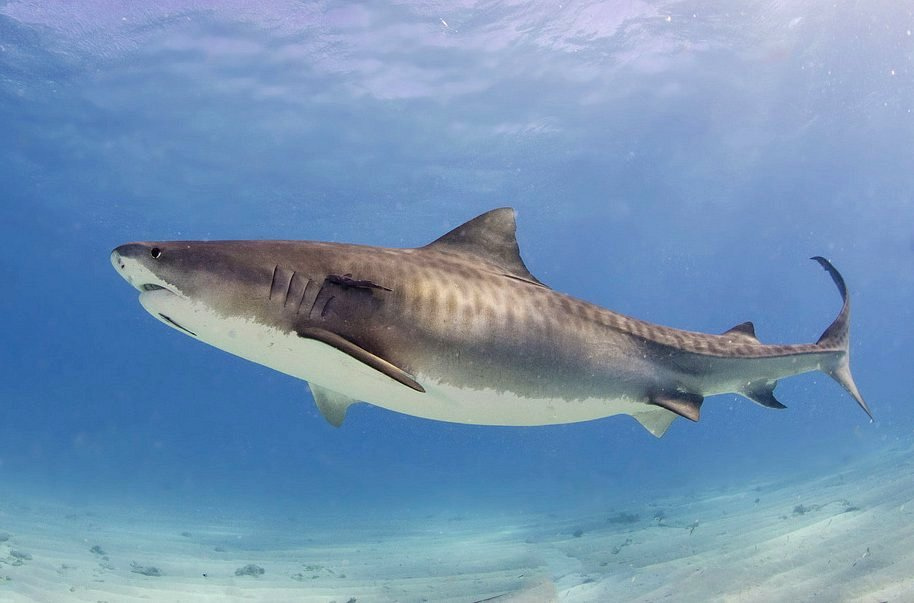
Galeocerdo cuvier
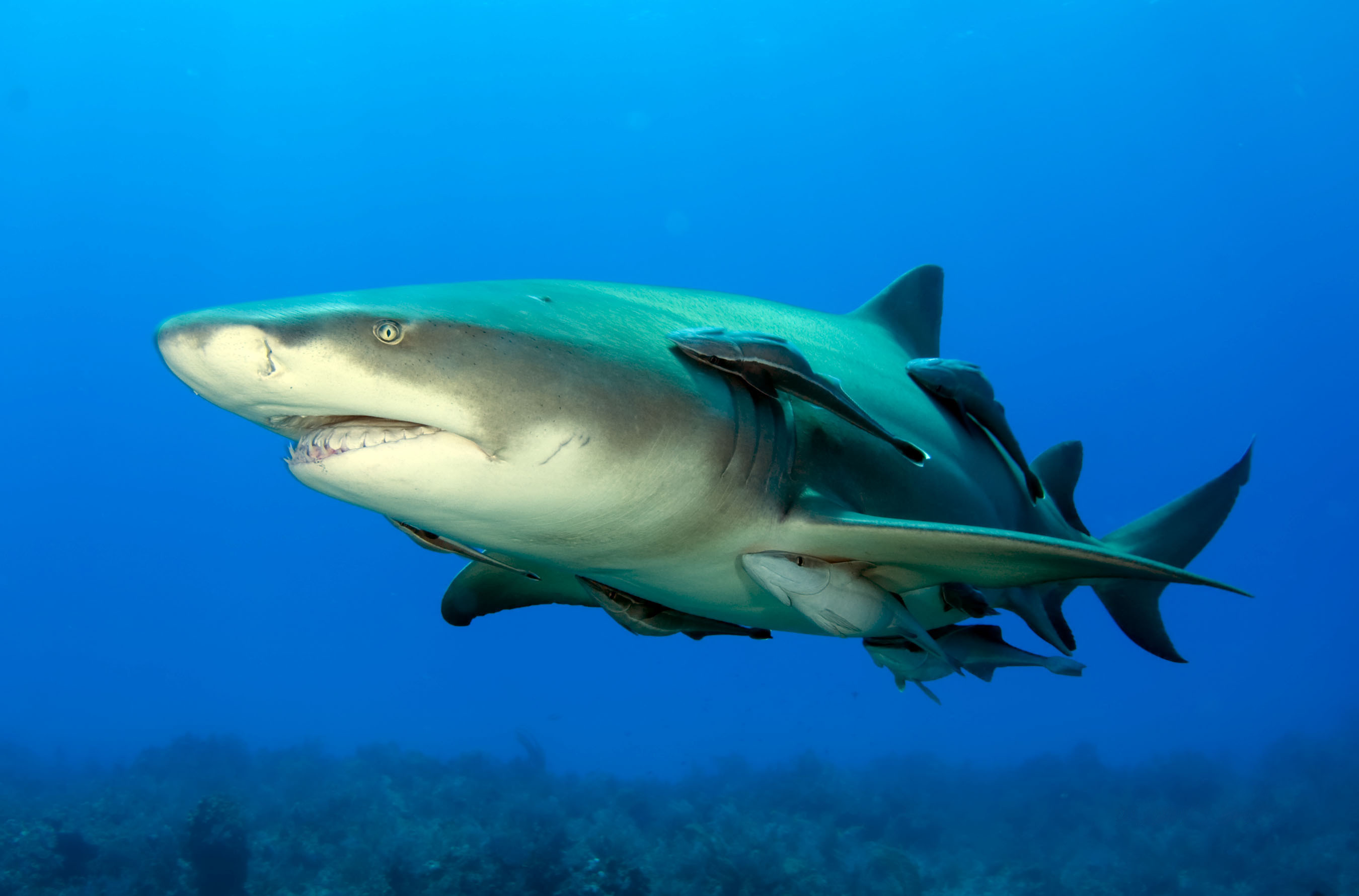
Negaprion brevirostris
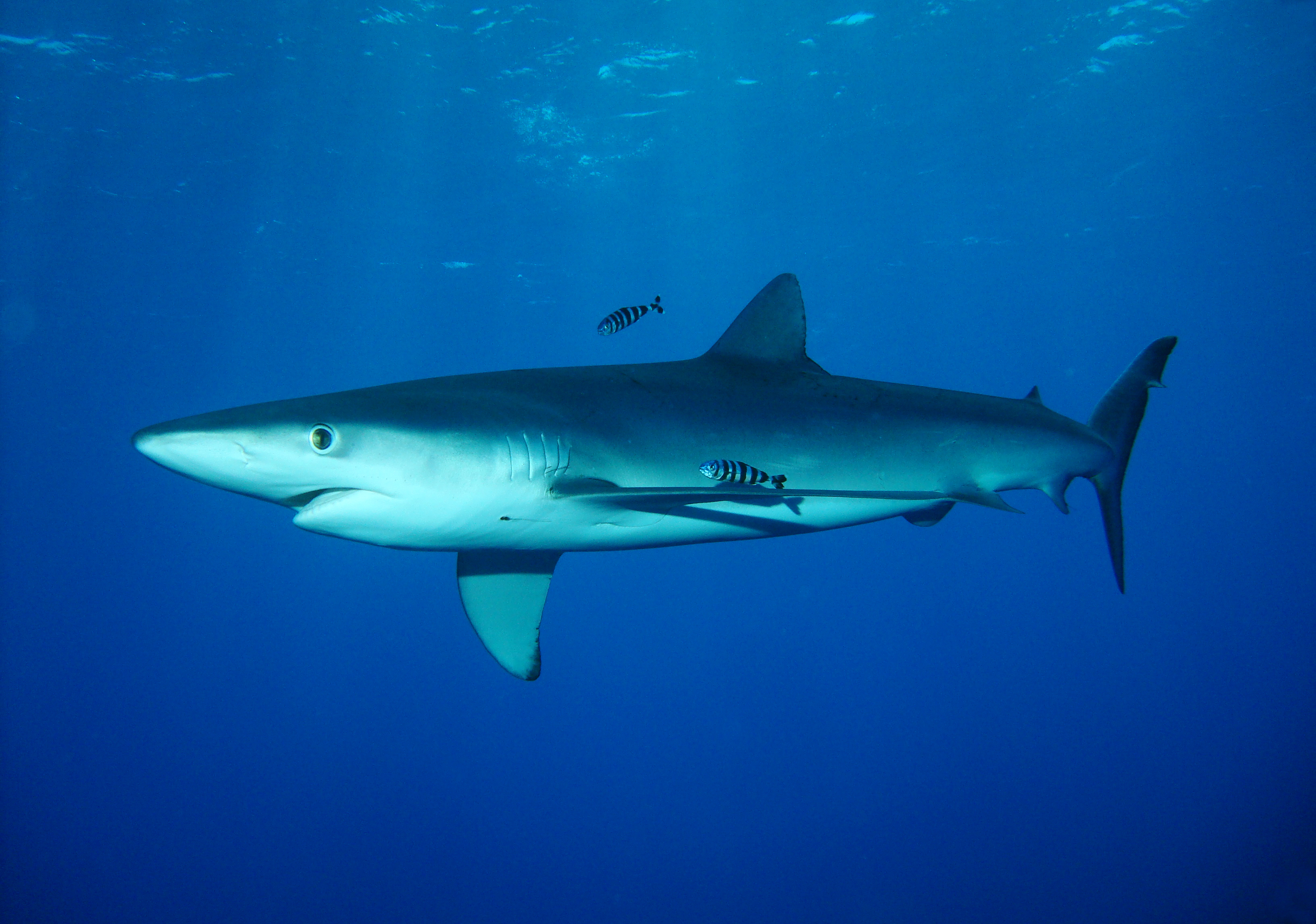
Prionace glauca
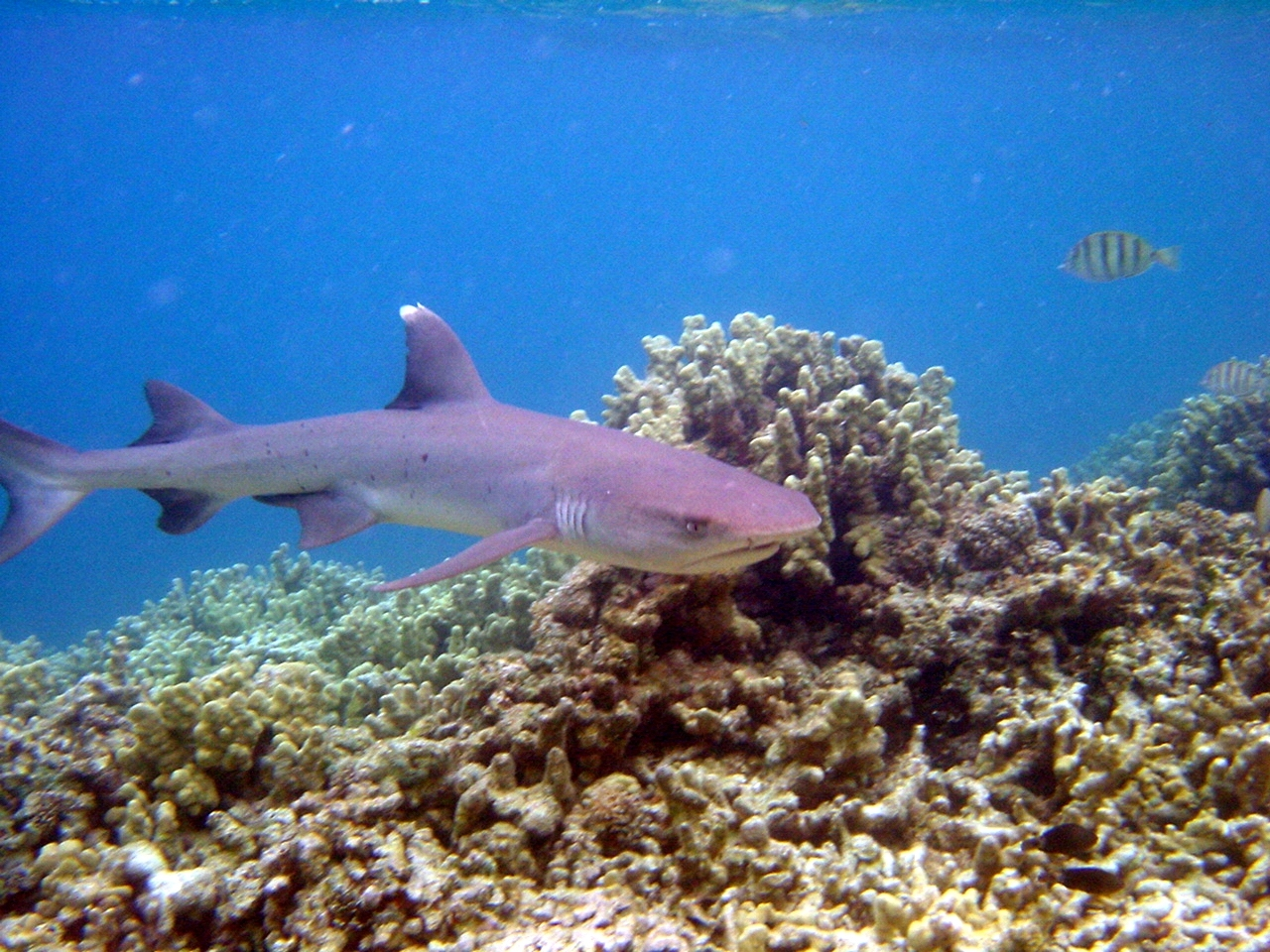
Triaenodon obesus
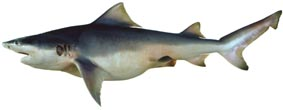
Glyphis glyphis
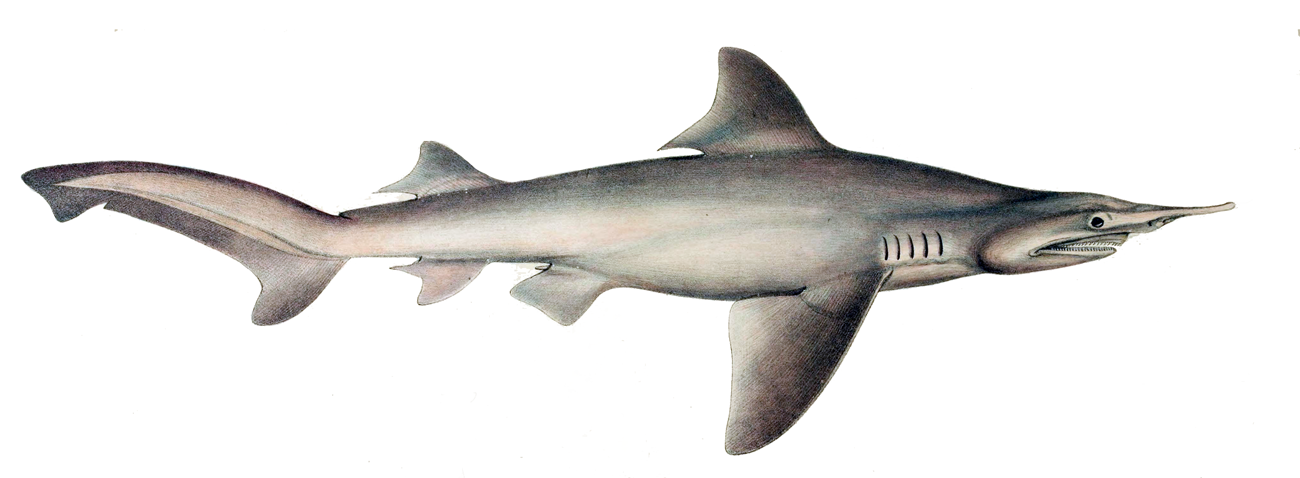
Isogomphodon oxyrhynchus
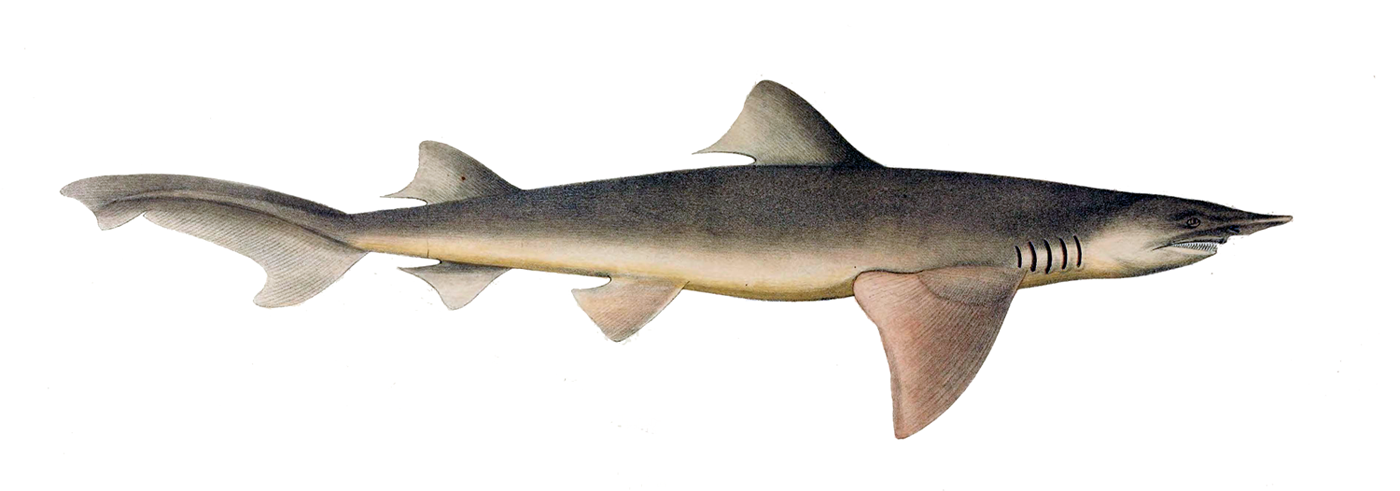
Lamiopsis temminckii
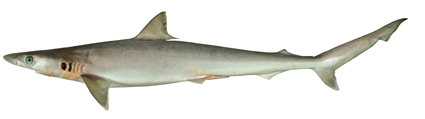
Loxodon macrorhinus
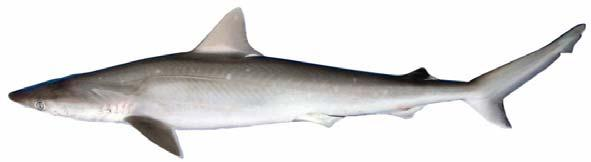
Rhizoprionodon terraenovae
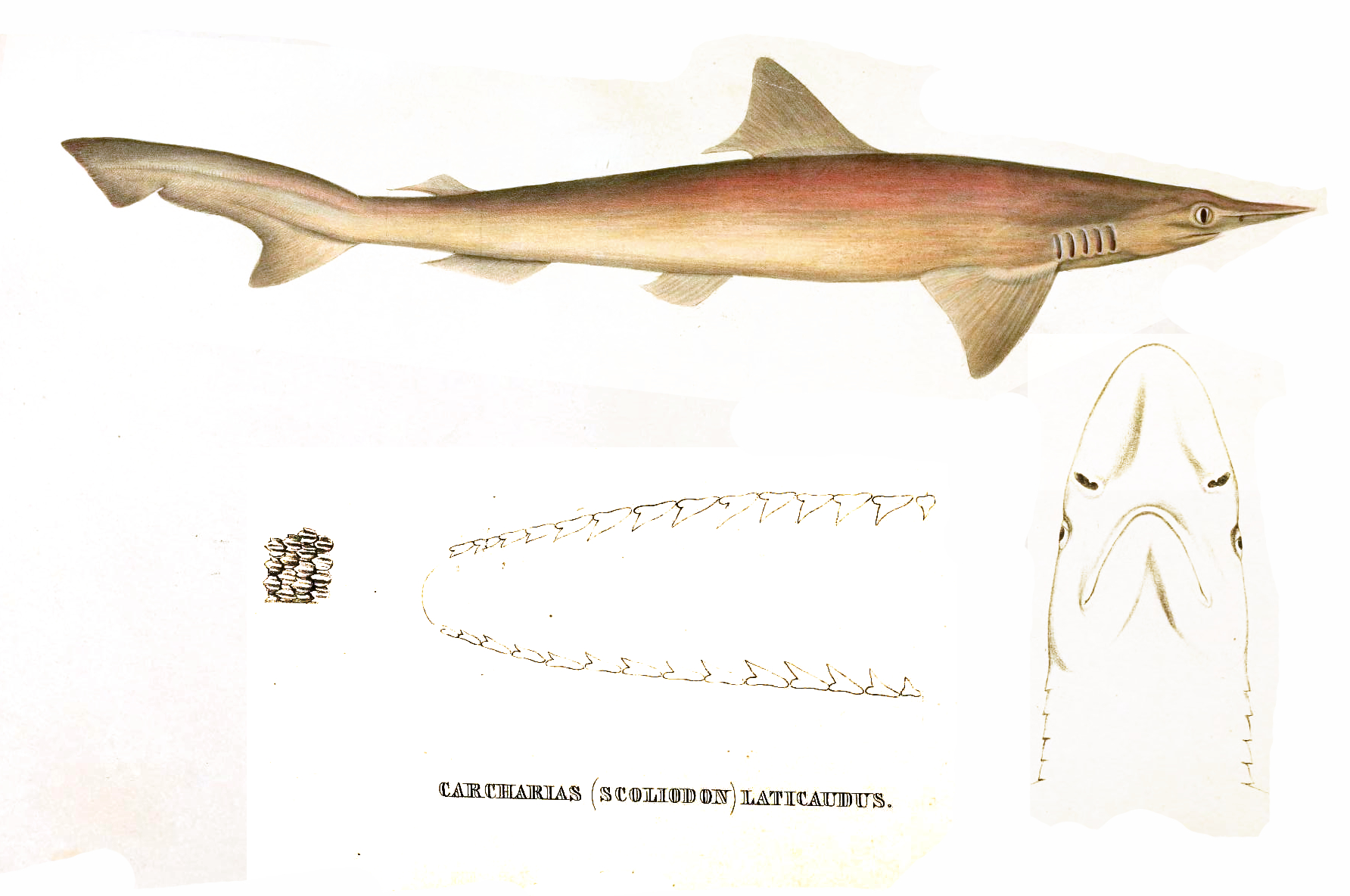
Scoliodon laticaudus